# Юношеская футбольная лига 2020/2021
Юношеская футбольная лига 2020/2021 — 2-й сезон среди юношей академий профессиональных футбольных клубов, который организуется по системе «осень—весна». Соревнования проводятся в двух лигах: ЮФЛ-1 (до 19 лет, состоит из футболистов преимущественно 2004 года рождения) и ЮФЛ-2 (до 18 лет, состоит из футболистов преимущественно 2003 года рождения).

## Формат
Во втором сезоне (2020/21) выступали команды 14 академий, по две команды в двух возрастных категориях, состоящие в основном из игроков 2003 и 2004 года рождения. Участники лиги выбраны экспертами РФС на основании сводного рейтинга футбольных школ, с учётом результатов, достигнутых в финальных турнирах юношеского первенства России, а также представительства в сборных России.
ЮФЛ объединяет в себе команды из разных регионов России. Игры пройдут в два круга. Победитель ЮФЛ получит право представлять Россию в Юношеской лиге УЕФА.
| Список участников       |
| ----------------------- |
| «Чертаново»             |
| «Динамо»                |
| «Краснодар»             |
| «Локомотив»             |
| «Мастер-Сатурн» (УОР-5) |
| «Спартак»               |
| «Зенит»                 |
| «Рубин»                 |
| «Строгино»              |
| Академия им. Коноплёва  |
| ЦСКА                    |
| СШОР «Зенит»            |
| «Ростов»                |
| ФШМ                     |